# 椙杜元縁
椙杜 元縁（すぎのもり もとより）は、戦国時代から江戸時代にかけての武将。安芸国の戦国大名である毛利氏の家臣で、長府藩家老。実父は志道元保、養父は椙杜隆康。兄に志道氏を継いだ志道元規（もとのり）。子に椙杜元周（もとちか）がいたが、養子として迎えた椙杜就幸（なりゆき、父は兄・元規の子の志道元幸）が初め嗣子となって、堅田就政が当職となっていた時（藩主が毛利綱広）に当役を務めている。

## 生涯
毛利氏家臣・志道元保の次男として生まれる。
周防国の椙杜氏当主・椙杜隆康には子が無く、毛利元就の五男・元秋を養子に迎えていたが、永禄12年（1569年）に元秋が出雲国月山富田城の城将となったことで、元秋の同母弟である元康が元秋の代わりに椙杜氏の後継となった。更に天正13年（1585年）に病死した元秋に代わって元康が月山富田城主となったことで椙杜氏の後継が空席となったため、隆康は志道元保の子であった元縁を養子に迎えて跡を継がせたとされるが、『閥閲録』所収の天正8年（1580年）の椙杜隆康宛て毛利輝元書状において既に元縁の椙杜氏家督相続についての話が出ている。
文禄3年10月1日（1594年11月12日）付の、朝鮮の番船について島津家に送った書状に、毛利元清（穂井田元清）、毛利元康（末次元康）、福原広俊と共に署名している。慶長5年（1600年）の関ヶ原の戦いの際には吉川広家らと共に輝元の大坂城入りに反対した。関ヶ原の戦い後の同年11月に長府藩を興した毛利秀元の筆頭家老・永代家老となり、長門・周防2ヶ国移封への対応協議では西清房（以節）と共に秀元の名代として参加。
五郎太石事件後の慶長10年（1605年）から11年（1606年）にかけて、不仲だった秀元、吉川広家、益田元祥の和解がなされ、この時各々の家臣達も連署の起請文を出して互いに疎略無きことを誓っている。その際に元縁は秀元家臣の連署起請文の筆頭に署名した。なお、共に署名した秀元家臣は西清房、上里規貞、西元由、福原清永、伊秩元恵。
元和4年（1618年）に死去。墓所は山口県下関市の天寧山泰栄寺。なお、泰栄寺は元縁が死去した際は嶺松院と呼ばれていたが、元縁の法名である応誉道感に因んで道感寺と改められ、その後さらに泰栄寺と改められた。

## その後
（※以下は元縁死後の話である。）
元縁の死後、家督は嫡男の椙杜元周（もとちか）が継いだ。前述の通り、初めは養子の就幸が嗣子となっていたようだが、（元周誕生のためか）実家に戻ったようである。就幸の子である志道就保（なりやす）は宍戸広周の義父であり、藩主が毛利吉広・吉元の時代に当役を務めたが毛利広政の直訴により、志道氏当主で当職（国家老・執政）であった志道就晴とともに罷免されている。
元周の後は椙杜広中（ひろなか、広仲とも）・椙杜広品（ひろのり、広中の弟）・椙杜元世（広品の嫡男、元蜂とも）と続いたが、元世（改め元岑）は藩主・毛利匡広と反目し、1720年（享保5年）に長府藩を逐電、その後は妻の実家のある豊前国宇佐郡に移り住み、その後分家のある長門国深川に住んだ。ここに嫡男の椙杜元位を置いて、備後国三原に移り住んで、名を三原正白と変えた。元岑は1722年（享保7年）備中国笠岡の智光寺に身を寄せた後、1727年（享保12年）に死去。嫡子の椙杜元位も1730年（享保15年）に死去し、椙杜氏の本流は断絶した。
広品の弟に椙杜広周（ひろちか）がおり、その子に椙杜就為（なりため）がいたが、こちらも目立った活動や子息は見られず、断絶したものとみられる。
また、一説によれば、人形浄瑠璃で有名な近松門左衛門（杉森(椙杜)信盛）は広品の子とされている。
尚、名前を見ての通り、元縁以降の歴代当主はそれぞれ藩主の毛利吉広、吉元、宗広、重就より偏諱の授与を受けている。